# Adele Erbe
Adele Erbe (* 21. September 1824 in Altenburg; † 30. April 1892 in New York) war eine deutsche Dichterin und Frauenrechtlerin. Sie beteiligte sich 1848/49 an der Revolution. Wegen ihres Engagements für die Revolution und für Frauenrechte wurde sie 1851 aus dem Königreich Sachsen ausgewiesen und emigrierte kurz darauf in die USA.

## Leben
Adele Wilhelmine Charlotte Erbe wurde in Altenburg, damals Haupt- und Residenzstadt des Herzogtums Sachsen-Altenburg, als Tochter von Wilhelm Leberecht Erbe, einem Oberschullehrer, und von Amalia Johanna Wilhelmina Trautmann geboren. Adele Erbe hatte drei Geschwister, einen Bruder, Hans Alfred, und zwei Schwestern, Johanne Caroline und Adele Wilhelmine, die bereits als Säugling starb. Ihr Bruder, mit dem sich Adele sehr verbunden fühlte, wurde später Rechtsanwalt, war 1849 kurzfristig Mitglied der Frankfurter Nationalversammlung und des Stuttgarter Rumpfparlaments und maßgeblich an der Revolution im Herzogtum Altenburg beteiligt. Adele Erbe hat, so geht aus ihren eigenen Texten hervor, eine bessere Bildung erhalten als andere Frauen ihrer Epoche, die häufig nur die Elementarschule besuchten. Sie beherrschte die deutsche Sprache auch schriftlich vollkommen und hatte Kenntnisse in Geschichte, Literatur, Mathematik und Englisch. In ihrem Elternhaus herrschte eine tiefe Religiosität und ein demokratischer Geist, was sie geprägt hat.

## Dichterin für die Revolution
Adele Erbe war Revolutionärin und Dichterin und verstand die Demokratie als „das wahre Christentum“. Bereits im Mai 1848 war ihr Gedicht Toast auf die Freiheit im Altenburger Volksblatt erschienen, in dem sie die Freiheit der Völker pries. Weitere Gedichte und Novellen von ihr, die politische Ereignisse, häufig auch in biblischen Bildern, reflektierten, wie z. B. die Novelle Mütterleins Hoffen, erschienen ab 1849 in der Frauen-Zeitung. Am 11. August 1848 trat Erbe gemeinsam mit ihrem Bruder bei der Weihe der Bürgergardefahne auf dem Altenburger Marktplatz auf. Die Fahne war von demokratisch gesinnten Frauen angefertigt worden, was damals als für Frauen noch unübliche politische Handlung und als Eingreifen ins Gesellschaftspolitische galt. Nach der Rede Alfred Erbes trug Adolf Douai ein Gedicht Adele Erbes vor, das sie eigens für dieses Ereignis verfasst hatte. Darin hieß es:

„Nehmt die Fahne, Bürger! Was vermögen
Mädchen, Frauen für das Vaterland?

Können Wünsche nur im Busen hegen,

Wenig schaffen mit der schwachen Hand.

Nehmt sie hin, sie dieses Dankes Zeichen;

Schaart im Kampfe Euch um dies Bannier.

Wenn ihr Sieger bleibt, die Feinde weichen,

Denkt: auch für die Frauen kämpfen wir.“

## Frauenrechtlerin
Adele Erbe war Frauenrechtlerin. Am 22. Juni 1849 veröffentlichte das Altenburger Volksblatt ihren Artikel Die Aufgabe der Frauen in unserer Zeit, in dem sie den Kampf um die Freiheit als Pflicht des Volkes bezeichnete, von der die Frauen nicht ausgeschlossen werden dürften. Sie schreibt darin über die Frauen:

„Nein, auch an uns, die Hälfte einer Nation von 40 Millionen, erging der Ruf, in dieser großen Zeit alle kleinlichen Rücksichten, alle Sonderinteressen, alle weibliche Verzagtheit und Unentschlossenheit von uns zu werfen und auch an dem Altare des Vaterlandes und der Freiheit zu opfern... Wohl, dieser Ruf ergehe nicht umsonst an uns, er finde uns bereit.“

Sie rief zur Gründung von demokratischen Frauenvereinen auf und gründete selbst, gemeinsam mit ihrer Schwester Johanne Erbe, mit Ernestine Heyn, Therese Rößler, Henriette Breitschneider und Anna Kuschmann, den demokratischen und freireligiösen „Deutschen Frauen-Verein zu Altenburg“. Am 28. Juni 1849 veröffentlichte sie einen Aufruf an „alle Frauen, Jungfrauen und Mädchen, denen ein warmes Herz für Freiheit und Vaterland im Busen schlägt“ und bat sie um Spenden. Am 21. August 1849 wurde der Altenburger Frauenverein gegründet. Adele Erbe war Obfrau des Vereins, ihre Schwester Johanne Schriftführerin. Die Statuten des Vereins legten fest, dass er politisch verfolgte Revolutionsteilnehmer und ihre Familien unterstützen wollte. Dafür sollten Spenden gesammelt werden. Außerdem sollten die Mitglieder des Vereins „zweckmäßig beschäftigt“ werden, also bestimmte Näharbeiten und Reparaturen übernehmen, und sich auch geistig fortbilden. Weiter hieß es in den Statuten: „Der Geist der Schwesterliebe soll den Verein durch wehen und das Band der Gleichheit ihn umschlingen.“ Es war das erklärte Ziel des Vereins, auch Frauen der sogenannten „unteren Schichten“ als Mitglieder zu gewinnen und weiterzubilden. Anfang 1850 hatte der Altenburger Frauenverein bereits 80 Mitglieder und konnte auf eine erfolgreiche Vereinsarbeit zurückblicken. Den Vereinsfrauen schlug jedoch auch viel Kritik entgegen. Ihnen wurde „Unweiblichkeit“, „Unchristlichkeit“ und die Vernachlässigung der Armen zugunsten der „gefürchteten Demokraten“ vorgeworfen.
Adele Erbe setzte sich auch für politische Flüchtlinge ein. Sie wollte mit der Arbeit des Frauenvereins die vielen, vor allem in die Schweiz geflohenen Revolutionäre unterstützen. Auch ihr Bruder Alfred war 1849 in Abwesenheit zum Tode verurteilt worden und in die Schweiz geflohen. Ab März 1850 war die Unterstützung politischer Flüchtlinge verboten und nur die Familienangehörigen der Flüchtlinge durften noch unterstützt werden, was der Frauenverein weiterhin regelmäßig tat. Adele Erbe wirkte auch 1849 bei der Gründung weiterer Frauenvereine in Gera und Ronneburg mit. Alle diese Frauenvereine arbeiteten sehr eng mit den Arbeitervereinen zusammen.
Erbe arbeitete außerdem als Publizistin und war eine der aktivsten Mitarbeiterinnen der Frauen-Zeitung von Louise Otto, mit der sie eine freundschaftliche Beziehung verband. Die Frauen-Zeitung wurde zwischen 1849 und 1853 herausgegeben und stellte ein einzigartiges Frauenprojekt dieser Zeit dar. Hier veröffentlichte Adele Erbe den Artikel Die Aufgabe der Frauen in unserer Zeit und den Aufruf An die Patriotinnen Altenburgs und verteidigte die Frauen der Frauenvereine gegen Kritik und Verleumdung. Insgesamt hat sie in der Frauen-Zeitung mehr als zwanzig Artikel publiziert, teilweise unter dem Pseudonym „Charlotta“.

## Ausweisung und Exil
Ab Sommer 1850 erfolgten vermehrt repressive polizeiliche Maßnahmen gegen die Arbeitervereine. Im Zuge der Ermittlungen und Haussuchungen kam auch der Deutsche Frauen-Verein und bald darauf Adele Erbe als eine der „exaltirten und fanatisirten weiblichen Anhänger[] der Umsturzpartei“ ins Visier der Ermittler und der Regierungsrat Eberhardt verordnete ihre polizeiliche Überwachung. Im September 1850 wurde sie schließlich als „politisch gefährlich“ eingestuft und aus Sachsen ausgewiesen. Im Ausweisungsbefehl stand, dass sie „der bestehenden Verfassung und Ordnung feindliche Gesinnungen hegt“.

Adele Erbe hatte eine Ausbildung als Kindererzieherin bei Auguste Herz in Dresden nach der Pädagogik Friedrich Fröbels begonnen und wollte einen eigenen Kindergarten gründen. Bevor sie jedoch die Ausbildung abschließen und den Kindergarten gründen konnte, wurde sie aus Sachsen ausgewiesen. Dies kommentierte die Frauen-Zeitung folgendermaßen: 
„dass in Sachsen unbescholtene Mädchen und Frauen diskreditiert werden, nur weil sie sich „dem Studium des Fröbel’schen Systems gewidmet hatten und thatsächlich nur im Kindergarten lebten und webten. Nicht ihre Handlungen, sondern ihre Namen waren verdächtig – ein junges bescheidenes Mädchen wie Adele Erbe, ein Bild ächter Weiblichkeit ward zu einer Person von staatsgefährlicher Bedeutung... Hausdurchsuchungen bei den Vorsteherinnen des Frauen-Vereins in Dresden und anderen Damen in Leipzig, Chemnitz und Meißen sprechen dafür, welches Gewicht man auf weibliche Wirksamkeit legt“ 
Auch nach ihrer Ausweisung interessierte sie sich für das Thema Frauenbildung und Kindererziehung und veröffentlichte zu diesen Themen Artikel in der Frauen-Zeitung unter Pseudonym. So befasste sie sich z. B. mit der Gründung von Kindergärten im Sinne der Pädagogik Fröbels in Nordamerika und bezog sich damit indirekt auch auf die Vorbereitung ihrer eigenen Emigration. 1849 floh ihr Bruder Alfred Erbe, der mittlerweile u. a. wegen Aufforderung zum Mord und wegen Hochverrats polizeilich gesucht wurde, über die Schweiz in die USA. Bald darauf folgten Adele, ihre Schwester und ihr Vater ihm nach. Am 8. März 1851 informierte die Frauen-Zeitung ihre Leserinnen über die bevorstehende Auswanderung Adele Erbes:

„Fräulein Adele Erbe ist den Lesern der ‚Frauen-Zeitung‘ bekannt genug, als weiter Etwas zu thun, als sie zu ersuchen auch ferner diesem Organe ihre Theilnahme zuzuwenden. Aus dem fernen Westen möge sie uns Berichte senden und uns mit Schilderungen dortiger Zustände erfreuen.“

Sie selbst schrieb in der Zeitung im April 1851, kurz vor ihrer erzwungenen Auswanderung in die USA: „...der Sieg kommt gewiß!... Darum muthig entschlossen vorwärts!“, und brachte damit ihre Hoffnung zum Ausdruck, dass es eine neue Revolution geben werde und sie schon bald aus dem Exil zurückkommen könne. Ihre Arbeit im Frauenverein schloss sie vor ihrer Emigration mit einem Rechenschaftsbrief und einem Abschiedsbrief an die Vereinsfrauen ab und zog eine positive Bilanz ihrer Arbeit. Ende April 1851 verließ Adele Erbe Altenburg in Richtung Amerika.
Im Mai 1851 traf die Familie Erbe in New York ein, von wo aus Adele noch weiterhin in der Frauen-Zeitung veröffentlichte. In den USA arbeitete sie als Erzieherin und Lehrerin und stand mit deutschen Emigranten in regem Kontakt. Die Familie Erbe lebte bis 1856 in Rokland County im Staat New York, auf einer Farm und zog danach nach New York um. Dort bezog Adele Erbe eine eigene Wohnung in der Nähe ihres Bruders.